# European Junior Cup 2016
La European Junior Cup del 2016 è stata la sesta ed ultima edizione di questo evento monomarca, riservato ai piloti emergenti. Sviluppatosi su 8 prove in totale, con inizio in Spagna il 3 aprile e conclusione sempre in Spagna il 16 ottobre.
Al termine del campionato si è laureato campione europeo lo spagnolo Mika Pérez in forza al team Granshagen Racing, che ha preceduto di 25 punti l'italiano Paolo Grassia. Al terzo posto si piazza il turco Harun Çabuk, staccato di 48 punti dal leader del campionato.
Per quanto concerne la Women's Cup (classifica a parte riservata ai piloti donna) vince nuovamente la neozelandese Avalon Biddle in forza al team omonimo, che si classifica al primo posto in tutte le prove in calendario. In questa stagione prendono parte all'evento in nove.

## Calendario
| Nº | Data            | Gran Premio | Circuito    | Pole Position        | Vincitore gara | Leader del campionato |
| -- | --------------- | ----------- | ----------- | -------------------- | -------------- | --------------------- |
| 1  | 3 aprile        | Spagna      | Aragón      | Giuseppe De Gruttola | Harun Çabuk    | Harun Çabuk           |
| 2  | 17 aprile       | Paesi Bassi | Assen       | Dorian Laville       | Hannes Soomer  | Hannes Soomer         |
| 3  | 29 maggio       | Regno Unito | Donington   | Mika Pérez           | Mika Pérez     | Mika Pérez            |
| 4  | 19 giugno       | Italia      | Misano      | Hannes Soomer        | Hannes Soomer  | Mika Pérez            |
| 5  | 18 settembre    | Germania    | Lausitzring | Mika Pérez           | Harun Çabuk    | Mika Pérez            |
| 6  | 2 ottobre       | Francia     | Magny-Cours | Richárd Bódis        | Paolo Grassia  | Mika Pérez            |
| 7  | 15 e 16 ottobre | Spagna      | Jerez       | Mika Pérez           | Paolo Grassia  | Mika Pérez            |
| 7  | 15 e 16 ottobre | Spagna      | Jerez       | Mika Pérez           | Harun Çabuk    | Mika Pérez            |

## Classifiche

### Classifica Piloti
| Pos. | Pilota               | Spagna (bandiera) | Paesi Bassi (bandiera) | Regno Unito (bandiera) | Italia (bandiera) | Germania (bandiera) | Francia (bandiera) | Spagna (bandiera) | Spagna (bandiera) | P.ti |
| ---- | -------------------- | ----------------- | ---------------------- | ---------------------- | ----------------- | ------------------- | ------------------ | ----------------- | ----------------- | ---- |
| 1    | Mika Pérez           | 2                 | 3                      | 1                      | 2                 | 2                   | 4                  | 2                 | 4                 | 147  |
| 2    | Paolo Grassia        | 3                 | 6                      | 3                      | 4                 | 7                   | 1                  | 1                 | 8                 | 122  |
| 3    | Harun Çabuk          | 1                 | Rit                    | Rit                    |                   | 1                   | 5                  | 4                 | 1                 | 99   |
| 4    | Alfonso Coppola      | 9                 | 5                      | 4                      | 5                 | 10                  | 2                  | 6                 | 2                 | 98   |
| 5    | Dorian Laville       | 6                 | 2                      | 2                      | Rit               | 6                   | 3                  | 9                 | 6                 | 93   |
| 6    | Hannes Soomer        | 5                 | 1                      | 6                      | 1                 |                     |                    |                   |                   | 71   |
| 7    | Richárd Bódis        | 7                 | 4                      | 10                     | 3                 | 5                   | Rit                | 3                 | Rit               | 71   |
| 8    | Troy Bezuidenhout    | 8                 | 7                      | Rit                    |                   | 3                   | 6                  | 8                 | 5                 | 62   |
| 9    | Giuseppe De Gruttola | 4                 | Rit                    | Rit                    | 14                | 4                   | 22                 | 5                 | 3                 | 55   |
| 10   | Gabriel Noderer      | 16                | 8                      | 9                      | 10                | 12                  | 7                  | 10                | 7                 | 49   |
| 11   | Romain Lecarpentier  | 14                | 10                     | 8                      | Rit               | 8                   | 8                  | 14                | Rit               | 34   |
| 12   | Byron Bester         | 10                | 9                      | 18                     | 9                 | 9                   | 15                 | 12                | 9                 | 33   |
| 13   | Daniel Drayton       | 23                | 17                     | 7                      | 6                 | 19                  | 9                  | 11                | Rit               | 31   |
| 14   | Alex Murley          | 12                | 13                     | 11                     | Rit               | Rit                 | 10                 | 10                | 13                | 24   |
| 15   | Michael Carbonera    | 11                | 19                     | 12                     | 7                 | 26                  | 16                 | 15                | 12                | 23   |
| 16   | Avalon Biddle        | 15                | 11                     | 15                     | 8                 | 15                  | 11                 | 17                | 15                | 22   |
| 17   | Dorren Loureiro      | 10                | NP                     | 5                      | Rit               |                     |                    |                   |                   | 17   |
| 18   | Dimitris Karakostas  | 13                | Rit                    | 13                     | 11                | 11                  | 17                 | 19                | 16                | 16   |
| 19   | Asrın Rodi Pak       | 21                | 14                     | 17                     | Rit               | 18                  | 14                 | Rit               | 10                | 10   |
| 20   | Ferran Hernández     |                   |                        |                        |                   |                     |                    | 7                 | Rit               | 9    |
| 21   | Connor London        | 18                | 18                     | 16                     | 18                | 13                  | 13                 | Rit               | 17                | 6    |
| 22   | Shane Richardson     |                   |                        |                        |                   |                     |                    | Rit               | 11                | 5    |
| 23   | Théo Clerc           | 17                | 15                     | 19                     | 12                | 20                  | 20                 | 16                | 18                | 5    |
| 24   | Antoine Chapeau      |                   |                        |                        |                   |                     | 12                 |                   |                   | 4    |
| 25   | Djim Ulrich          |                   | 12                     |                        |                   |                     |                    |                   |                   | 4    |
| 26   | Alessandro Zetti     | 18                |                        |                        | 13                |                     |                    |                   |                   | 3    |
| 27   | Ashton Yates         |                   |                        |                        |                   |                     |                    | 18                | 14                | 2    |
| 28   | Furkan Eryılmaz      | 26                | 22                     | 22                     | 23                | 14                  | Rit                | 26                | 24                | 2    |
| 29   | Korie McGreevy       |                   |                        | 14                     |                   |                     |                    |                   |                   | 2    |
| 30   | Riccardo Picciuto    | 22                | 16                     | 20                     | 15                | 17                  | 21                 | 22                | 20                | 1    |
| Pos. | Pilota               | Spagna (bandiera) | Paesi Bassi (bandiera) | Regno Unito (bandiera) | Italia (bandiera) | Germania (bandiera) | Francia (bandiera) | Spagna (bandiera) | Spagna (bandiera) | P.ti |

| Legenda | 1º posto        | 2º posto            | 3º posto           | A punti      | Senza punti        | Grassetto – Pole position Corsivo – Giro più veloce |
| Legenda | Gara non valida | Non qual./Non part. | Ritirato/Non class | Squalificato | '-' Dato non disp. | Grassetto – Pole position Corsivo – Giro più veloce |

### Women's Cup
In questo Torneo viene assegnato un punteggio a parte alle sole donne partecipanti identico al sistema di punteggio della classifica piloti.
| Pos. | Pilota               | Spagna (bandiera) | Paesi Bassi (bandiera) | Regno Unito (bandiera) | Italia (bandiera) | Germania (bandiera) | Francia (bandiera) | Spagna (bandiera) | Spagna (bandiera) | P.ti    |
| ---- | -------------------- | ----------------- | ---------------------- | ---------------------- | ----------------- | ------------------- | ------------------ | ----------------- | ----------------- | ------- |
| 1    | Avalon Biddle        | 15                | 11                     | 15                     | 8                 | 15                  | 11                 | 17                | 15                | 22(200) |
| 2    | Stacey Nesbit        | 27                | Rit                    | 24                     | 17                | 22                  | 19                 | 21                | 28                | 0(116)  |
| 3    | Laura Rodríguez      | 28                | 23                     | 23                     | 21                |                     |                    |                   |                   | 0(72)   |
| 4    | Charley Oakland      | 33                | Rit                    | NP                     |                   | 16                  | Rit                | 20                | 21                | 0(69)   |
| 5    | Anastassia Kovalenko | 31                |                        |                        | 22                |                     | 25                 | 27                | 26                | 0(69)   |
| 6    | Nicole Lynch         | 32                | Rit                    | Rit                    | NQ                | 27                  | 26                 | 29                | 27                | 0(57)   |
| 7    | Viktória Kis         | 30                | 24                     |                        |                   |                     |                    |                   |                   | 0(29)   |
| 8    | Zanté Otto           |                   |                        |                        |                   | 21                  |                    |                   |                   | 0(16)   |
| 9    | Monica Isaac         |                   |                        |                        |                   |                     |                    | 28                | NP                | 0(11)   |
| Pos. | Pilota               | Spagna (bandiera) | Paesi Bassi (bandiera) | Regno Unito (bandiera) | Italia (bandiera) | Germania (bandiera) | Francia (bandiera) | Spagna (bandiera) | Spagna (bandiera) | P.ti    |

| Legenda | 1º posto        | 2º posto            | 3º posto           | A punti      | Senza punti        | Grassetto – Pole position Corsivo – Giro più veloce |
| Legenda | Gara non valida | Non qual./Non part. | Ritirato/Non class | Squalificato | '-' Dato non disp. | Grassetto – Pole position Corsivo – Giro più veloce |

## Sistema di punteggio
| Pos.  | 1  | 2  | 3  | 4  | 5  | 6  | 7 | 8 | 9 | 10 | 11 | 12 | 13 | 14 | 15 | 16> |
| ----- | -- | -- | -- | -- | -- | -- | - | - | - | -- | -- | -- | -- | -- | -- | --- |
| Punti | 25 | 20 | 16 | 13 | 11 | 10 | 9 | 8 | 7 | 6  | 5  | 4  | 3  | 2  | 1  | 0   |